# Unadilla (Nebraska)
Unadilla is een plaats (village) in de Amerikaanse staat Nebraska, en valt bestuurlijk gezien onder Otoe County.

## Demografie
Bij de volkstelling in 2000 werd het aantal inwoners vastgesteld op 342. In 2006 is het aantal inwoners door het United States Census Bureau geschat op eveneens 342.

## Geografie
Volgens het United States Census Bureau beslaat de plaats een oppervlakte van 0,7 km², geheel bestaande uit land. Unadilla ligt op ongeveer 337 m boven zeeniveau.

## Plaatsen in de nabije omgeving
De onderstaande figuur toont nabijgelegen plaatsen in een straal van 20 km rond Unadilla.